# Oudleusen
Oudleusen (baix saxó neerlandès: Oldlusen o Oldluzen) és un poble del municipi de Dalfsen a la província d'Overijssel, al centre-est dels Països Baixos. L'1 de gener de 2021 tenia 555 habitants. Malgrat que és un poble petit, s'hi troben instal·lacions públiques com una església, una escola i una biblioteca. També hi ha una zona industrial.
Es creu que l'ètim leusen dels noms Nieuwleusen i Oudleusen prové de lo-essen ('essen de fusta'). Els essen són terrenys agrícoles que cada any són elevats amb els fems dels estables. Aquests antics terrenys agrícoles envolten els municipis de la regió.